# Самопорушне правило
Самопорушувані правила — правила мови або мовного стилю, написані в гумористичному стилі таким чином, що вони порушують ці правила.
Науковий редактор Джордж Трігг опублікував набір таких правил у 1979 році в журналі Physical Review Letters. Термін fumblerules був закріплений у складеному Вільямом Сафіром списку, надрукованому в його колонці «Про мову» в The New York Times 4 листопада 1979. Пізніше Сафір видав книгу під назвою "Fumblerules: легковажний посібник з граматики та правильного використання", яка була перевидана в 2005 році під назвою "Як не писати: основні неправильні граматичні правила".
У 1979 році «правила» були перекладені французькою та опубліковані в червневому номері Кур'єр-ЦЕРН.
Російською мовою «незграбні правила» вперше були перекладені та передруковані в газеті «За науку в Сибіру» у листопаді 1980 року, у розділі «Весела сигма» .
Інформації про переклад правил українською не знайдено.

## Приклади «правил»
- У процесі опису фізичних процесів уникайте омонімів.
- Метафора — це цвях у черевику, і краще її виполоти.
- Непотрібна аналогія в тексті як шуба, заправлена в труси.
- Кому потрібні риторичні питання?
- Подбай про благозвучність фрази, у тебе ж досвіду більше.
- Не слід намагатися не уникати подвійних заперечень.
- Використовуйте паралельні конструкції не тільки для уточнення, але й прояснюйте.
- Правило говорить, що «непряма мова в лапки не береться».
- Повторно повторювати всі однокорінні слова, що повторюються, — це тавтологія — зайва надмірність.
- Штампам не повинно бути місця на сторінках нашого друку.
- Використання термінів, значення яких ви не цілком розумієте, може призвести до афектованих інсинуацій на вашу адресу.
- Робота має бути ретельно акуратно вичитана.
- Колеги звернення треба якось вирізняти.
- Не скороч.